# Loxoconcha variolata
Loxoconcha variolata is een mosselkreeftjessoort uit de familie van de Loxoconchidae. De wetenschappelijke naam van de soort is voor het eerst geldig gepubliceerd in 1878 door Brady.